# 意大利托洛茨基主义联盟
意大利托洛茨基主义联盟（意大利语：Lega trotskista d'Italia）是意大利的一个托洛茨基主义组织。该组织成立于1978年4月，由布尔什维克—争取重建第四国际列宁主义团体和斯巴达克斯主义核心合并而成。该组织是国际共产主义同盟（第四国际主义者）的支部。